# 熊本市立田底小学校
熊本市立田底小学校（くまもとしりつ たそこしょうがっこう）は、熊本県熊本市北区植木町正清にある公立小学校。

## 沿革
- 1884年（明治17年） - 三小学校（宮原・田底・正清）を合併し、尋常正清小学校と改称
- 1885年（明治18年） - 新築移転
- 1889年（明治22年） - 田底尋常小学校と改称
- 1899年（明治32年） - 高等科併置認可
- 1941年（昭和16年） - 熊本県鹿本郡田底国民学校と改称
- 1947年（昭和22年） - 田底村立田底小学校と改称
- 1969年（昭和44年） - 植木町立田底小学校と改称。
- 2010年（平成22年） - 熊本市立田底小学校と改称。